# بروکس ماکک
بروکس ماکک (انگلیسی: Brooks Macek؛ زادهٔ ۱۵ مهٔ ۱۹۹۲) بازیکن هاکی روی یخ اهل آلمان است.